# 艾蘭鎮區 (阿肯色州錫巴斯琴縣)
艾蘭鎮區（英語：Island Township）是位於美國阿肯色州錫巴斯琴縣的一個行政鎮區。

## 地方資料
艾蘭鎮區的面積為47.51平方千米，當中陸地面積為40.92平方千米，而水域面積為0.59平方千米。根據2010年美國人口普查的數據，當地共有人口366人，而人口密度為每平方千米7.7人。